# Monestir de Rojen
El monestir de la Nativitat de Maria de Rojen (en búlgar Роженски манастир "Рождество Богородично", Rojenski manastir «Rojdestvò Bogoròditxno») és un monestir ortodox que és situat a la localitat búlgara de Rojen, als voltants de Mèlnik, que és la muntanya més alta del Pirin. És un dels pocs monestirs medievals búlgars preservats fins hui en dia.

## Història
Les primeres evidències arqueològiques de vida medieval al lloc és una tomba amb unes poques monedes i decoracions de l'època de l'emperador romà d'Orient Miquel VIII Paleòleg (1259–1282).
El primer monestir va ser fundat al 1220 per Aleksei Slav, i poc després l'abandonaren. El 1597 s'inicia la restauració del monestir amb l'arribada d'una nova congregació. La primera aparició escrita que se'n conserva és en una nota d'un llibre de cant de 1551, de la biblioteca del monestir de la Gran Laura, situat a l'muntanya Atos.
El 1662 i 1674 l'església sofreix sengles incendis que en destrueixen la llibreria i danyen la majoria dels edificis. Al segle xviii, gràcies al finançament de alguns búlgars rics, el monestir és restaurat del 1715 al 1732.
El segle xix és la centúria de màxima esplendor del monestir, esdevé el centre regional de la religió ortodoxa i domina una gran quantitat de terres.
La península de Rojen, situada a l'illa Livingston, dins les Illes Shetland del Sud a l'Antàrtida, es batejà així en honor del monestir.

## Morfologia
El monestir té forma d'hexàgon irregular, i s'estén al voltant de l'església de la Santa Verge del s. XVI. L'església conté uns interessants frescs. Els primers, pintats al 1597, i els de la façana sud al 1611. Dins de l'església es troba una icona miraculosa en què apareix la Mare de Déu. Aquesta icona surt en processó el seu dia, el vuit de setembre.
A la rodalia, es troba l'església dels Sants Kiril i Metodi de 1914 i la tomba del revolucionari d'origen macedoni Yane Sandanski, en honor del qual es va batejar la ciutat de Sandanski.

## Galeria

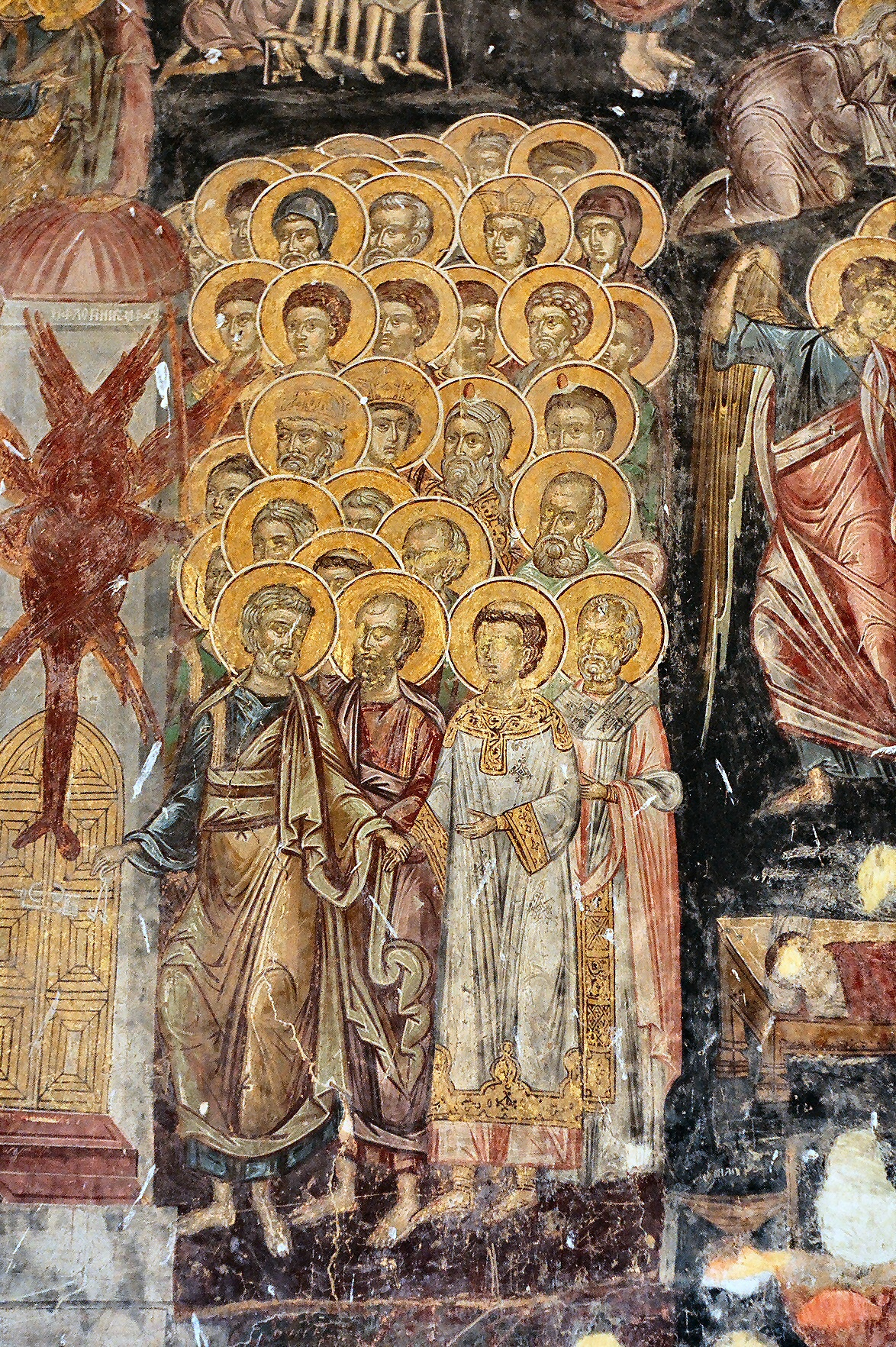
Fresc al monestir
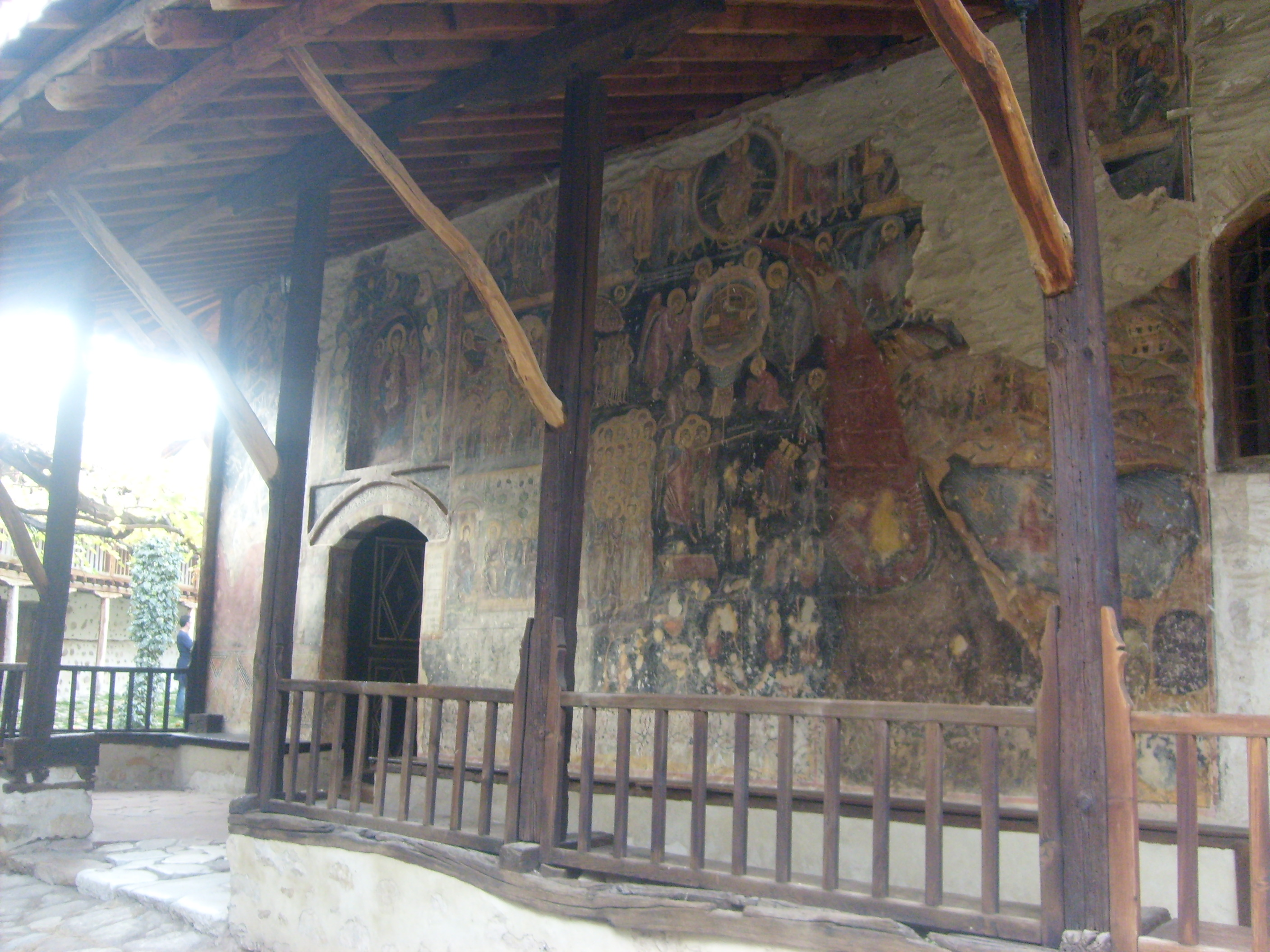
Frescs externs de l'església
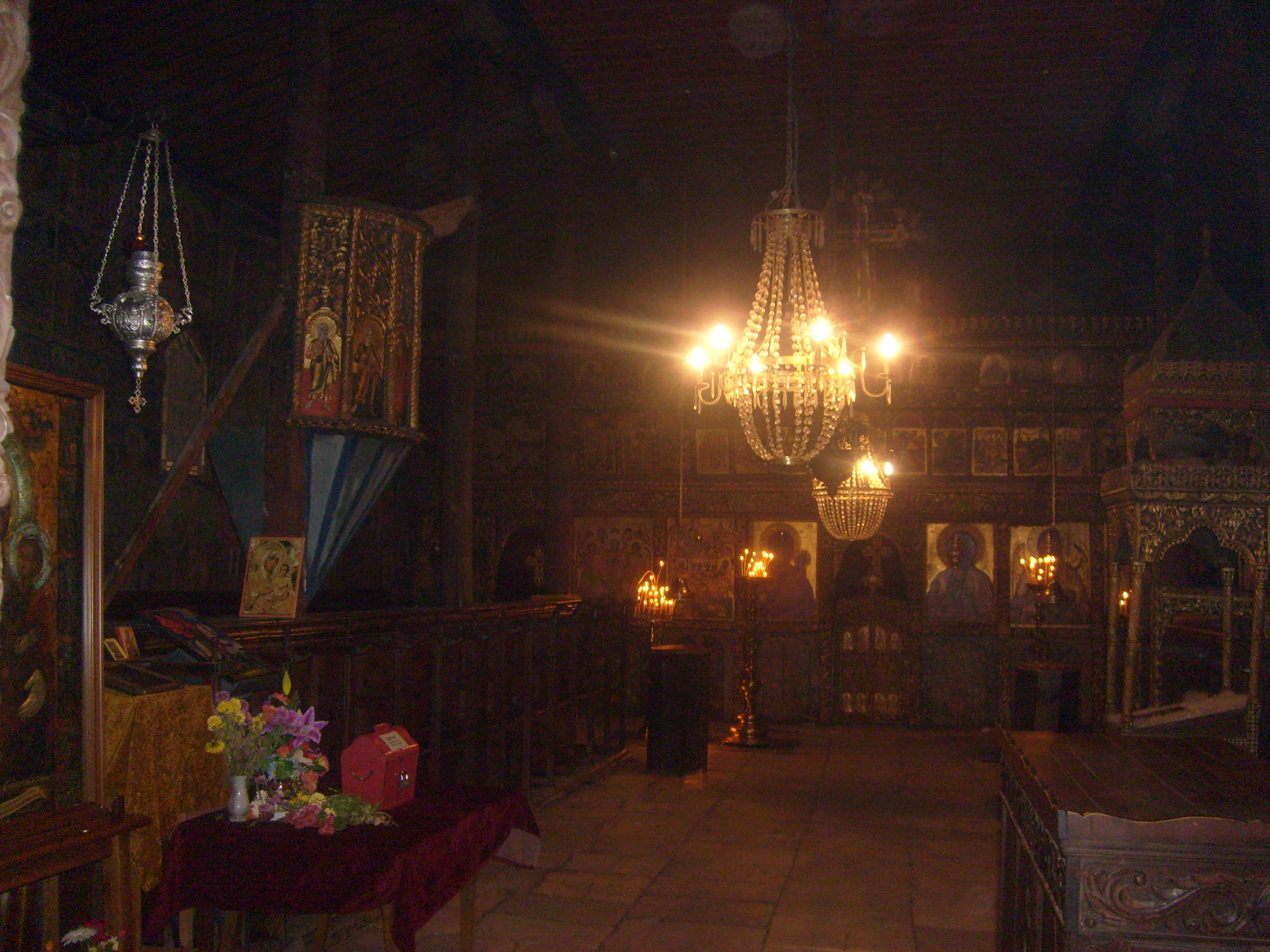
Interior de l'església